# 森下美恵子
森下 美恵子（もりした みえこ、1922年7月6日 - 2020年10月14日）は、日本の経営者。森下仁丹社長、会長を務めた。京都府出身。

## 経歴
1940年に甲南高等女学校を卒業し、1942年には森下仁丹社長の森下泰と結婚。1988年6月に森下仁丹社長に就任。1999年6月に会長を経て、2002年6月には名誉会長に就任。2010年1月に取締役相談役に就任。
2020年10月14日老衰のために死去。98歳没。